# アレキパ (小惑星)
アレキパ (737 Arequipa) は小惑星帯に位置する小惑星。アメリカ合衆国の天文学者ジョエル・ヘイスティングス・メトカーフがマサチューセッツ州ウィンチェスターで発見した。
ハーバード大学の観測所があるペルー共和国南部の都市アレキパに因んで命名された。